# 俄罗斯电子游戏产业
俄罗斯是欧洲主要电子游戏市场，2018年玩家人数估计6520万。虽然俄罗斯游戏产业盗版问题严重，但2019年游戏市场价值超过20亿美元，超出五年前一倍多。

## 历史
俄罗斯大众电子游戏史可追溯的1980年代初。当时从美国、欧洲、日本和中国，雅达利400/800、康懋达64、ZX Spectrum 48/128等各种电脑流入苏联。在此同时，苏联公司Electronika推出了一系列掌上游戏机（多仿制任天堂产品）。1980年代中段，苏联程序师和爱好者开始自行研发游戏。俄罗斯最著名游戏设计师是阿列克谢·帕基特诺夫，他所设计的《俄罗斯方块》风靡全球。
1992年，台湾生产的红白机兼容机以Dendy名义在俄罗斯销售。1994年时，Dendy在俄销量超过百万。Dendy在俄罗斯和前苏联国家总销量达600余万。
2001年，俄罗斯在全球首先正式认可对抗性电子游戏（电子竞技）。

## 人气
据《莫斯科时报》调查，五分之一的俄罗斯人玩电子游戏。电子游戏在俄罗斯广受欢迎。游戏玩家中男性占58%，女性占42% Russians tend to be impulse buyers.。Newzoo称，60%的电脑游戏玩家为男性，46%的手机游戏玩家为女性。
据“J'son和合作伙伴咨询”称，2016年俄罗斯游戏最大的收入来源是手机和电脑游戏。